# Ein König für Deutschland
Ein König für Deutschland ist ein Roman von Andreas Eschbach, der im September 2009 bei Bastei Lübbe erschienen ist. Hauptthema ist die Manipulierbarkeit von Wahlcomputern. Wie bei Eschbachs Thriller Eine Billion Dollar und Ausgebrannt beruht die fiktive Handlung des Romans auf sorgfältig recherchierten Tatsachen; in Fußnoten sind zahlreiche Quellen enthalten. Der Roman ist in vier Teile (Das Programm, Das Spiel, Die Wahl und Der König) und insgesamt 52 Kapitel unterteilt. Anders als in Ausgebrannt wird die Geschichte linear erzählt, mit wechselnden Schauplätzen und Hauptpersonen.

## Handlung
Der junge US-amerikanische Programmierer Vincent Wayne Merrit beginnt, nach einer einwöchigen Verwarnungshaft wegen eines Computerdelikts, bei einer kleinen IT-Firma in Florida zu arbeiten. Einer der Auftraggeber des Unternehmens, ein republikanischer Lokalpolitiker, beauftragt Vincent, als „Machbarkeitsstudie“ einen Wahlcomputer so zu manipulieren, dass sich der Sieg eines bestimmten Kandidaten vortäuschen lässt. Obwohl er darüber spekuliert, dass sein Programm bei der ersten Wahl von George W. Bush zum Präsidenten eingesetzt worden sein könnte, vergisst Vincent die Angelegenheit schließlich. Im Jahr 2008 wird er jedoch von dem italienischen Zauberkünstler Benito Zantini, dem ehemaligen Lebensgefährten seiner Chefin, erpresst, erneut ein solches Programm zu schreiben – diesmal für die in Europa eingesetzten Nedap-Wahlcomputer. Zantini plant, zu Demonstrationszwecken die 2008 stattfindenden Landtagswahlen in dem deutschen Bundesland Hessen so zu manipulieren, dass es bei der Wahl zu einem unwahrscheinlichen Patt kommt. Er will damit unbekannte Geldgeber überzeugen, seine Dienste für die Bundestagswahlen in Anspruch zu nehmen.
Nach Fertigstellung der Software flieht Vincent in einem gestohlenen Auto und schickt eine CD-ROM mit einer Kopie des Programms an seinen Vater, den deutschen Gymnasiallehrer Simon König. Dieser hatte vor fast dreißig Jahren während einer Studienreise eine kurze Affäre mit einer amerikanischen Reiseführerin – Vincents Mutter. Nachdem Vincent seinem Vater als Zehnjähriger einen Brief geschrieben hatte, hatte dieser seiner Frau den Seitensprung gebeichtet, woraufhin sie ihn verließ. Um der Three-Strikes-Regel und damit einer möglicherweise lebenslangen Haftstrafe zu entgehen, stellt sich Vincent wegen des Autodiebstahls und wird zu 22 Monaten Haft verurteilt.
Simon erhält die CD und versteckt sie. Noch am selben Tag wird er von einigen jungen Leuten angesprochen, mit denen Vincent zuvor in Kontakt stand – insbesondere von Alexander Leicht, einem kommerziellen Veranstalter von Online-Rollenspielen und LARPs sowie der sehr undurchsichtigen Systemadministratorin Sirona. Bevor sie Simon jedoch überzeugen können, ihnen die CD auszuhändigen, bricht der inzwischen nach Deutschland gereiste Zantini in Simons Wohnung ein, wartet auf ihn und bringt ihn durch trickreiche Beeinflussung („Gedankenlesen“) dazu, das Versteck der CD preiszugeben.
Simon zweifelt aber daran, dass es möglich sein sollte, so viele Wahlcomputer zu manipulieren. Erst der Ausgang der Landtagswahl in Hessen überzeugt ihn davon, dass das Programm offenbar doch im Einsatz ist.
Vincent hat seinem Vater auch noch mitgeteilt, dass er eine Trapdoor in das Programm eingebaut hat: Wenn eine Partei mit seinen Initialen, VWM, teilnimmt, erhält sie automatisch 95 % der Stimmen – unabhängig von der im Programm gewählten Manipulation. Um die Manipulation nachzuweisen, wollen Simon, Alex und dessen Freunde mit einer Partei namens VWM an der Bundestagswahl 2009 teilnehmen. Sie überlegen gemeinsam, wofür die Abkürzung stehen könnte, und einigen sich schließlich auf die reichlich absurd erscheinende Volksbewegung zur Wiedereinführung der Monarchie: Simon König, so fordern sie in einem Wahlwerbespot, solle im Falle ihres Wahlgewinns König Simon I. von Deutschland werden. Alex gelingt es, die Parteigründung als Teil eines Alternate-Reality-Games in der Community zu platzieren und so die notwendige Zahl an Mitgliedern und Unterschriften für eine Teilnahme an der Bundestagswahl zu erhalten.
Nach einem ersten Interview in einer Frauenzeitschrift, deren Chefredakteurin Simons von ihm getrennte Frau ist, überschlagen sich die Medien mit Berichten und Interviewanfragen, zumal Simon kluge und wohldurchdachte politische Statements sowie eine durchaus staatsmännische Erscheinung abgibt. Die „Partei“ plant indessen, nach der Wahl mit der Wahrheit an die Öffentlichkeit zu gehen, um so die Manipulierbarkeit der Wahlmaschinen zu beweisen.
Bei der Wahl erringt die VWM insgesamt über 66 % der Stimmen, da nicht in allen Bundesländern und Wahlkreisen Wahlcomputer eingesetzt wurden. Der Bundestag und eine Wahlprüfungskommission erklären die Wahlen für ungültig, doch da sie keine Manipulation nachweisen können, erklärt das Bundesverfassungsgericht die Wahl für gültig. Da seinem Sohn immer noch ein weiterer Prozess wegen Computerkriminalität droht, kann Simon aber nicht mit der Wahrheit an die Öffentlichkeit gehen, bis Vincent aus dem Gefängnis entlassen wird und die USA verlassen hat. Die von Alex mobilisierten Rollenspieler ziehen in den Bundestag ein und wählen Alex zum Bundeskanzler. Da die Rollenspieler ein ziemliches Chaos verursachen (unter anderem fordern sie die Wiedereinführung der Todesstrafe und das Verbot von Büstenhaltern als Teil des Vermummungsverbots), möchten Alex und Simon nun die Manipulation aufdecken, doch eine erneute staatliche Untersuchung der Wahlcomputer liefert keine Anhaltspunkte.
Vincent wird inzwischen aus dem Gefängnis entlassen und macht sich auf die Suche nach Zantini, den er in Italien nur noch sterbend vorfindet, weil er von seinen „betrogenen“ Auftraggebern kurz zuvor tödlich verletzt wurde. Dabei stellt sich heraus, dass es neben Zantini noch zwei weitere, unabhängige Versuche gegeben hat, die Wahlcomputer im Auftrag anderer Gruppen zu manipulieren. Zantini stirbt und nimmt das Geheimnis, wie manipuliert wurde, mit ins Grab.
Da die „Parteifreunde“ in der VWM kein Interesse mehr daran haben den Schwindel aufzudecken, soll Simon schließlich tatsächlich zum König gekrönt werden. Die Krönungszeremonie im Aachener Dom bricht er jedoch ab und regt an, dass erst eine Volksabstimmung klären solle, ob die Bevölkerung der Grundgesetzänderung zur Einführung der Monarchie zustimmt. Diese Abstimmung findet aus Sicherheitsgründen auf klassischen Wahlzetteln statt, und da nur gut 12 % der Wahlberechtigten für die Monarchie sind, finden Neuwahlen des Bundestags statt, an denen die VWM nicht mehr teilnimmt.
Vincent kehrt in die USA zurück und wird in die Dienste einer amerikanischen Geheimorganisation gepresst, die über eine Technologie verfügt, den Inhalt digitaler Speicherchips aus der Ferne auszulesen und zu verändern.
Die Geschichte endet damit, dass Simon König die Nachricht hört, dass in Deutschland neue, „manipulationssichere“ Wahlcomputer für die nächste Bundestagswahl gebaut werden sollen, worauf er sich wieder an die Arbeit macht, um das zu verhindern.

## Hintergrund
Bei der tatsächlichen Bundestagswahl 2009 wurden, anders als bei früheren Wahlen in der Bundesrepublik, keine Wahlcomputer eingesetzt. Das Bundesverfassungsgericht hatte bereits im März 2009 entschieden, dass diese Geräte in ihrer bisherigen Form keine Transparenz und keinen ausreichenden Schutz vor Manipulationen bieten.

## Ausgaben
- Gebundene Ausgabe, Lübbe Verlag, 2009, ISBN 978-3785723746
- Taschenbuchausgabe, Bastei Lübbe, 2011, ISBN 978-3404160181
- Hörbuchausgabe (gelesen von Ulrich Noethen), Lübbe Audio, 2009, ISBN 978-3785742433